# Doubs
Doubs este un departament în estul Franței, situat în regiunea Burgundia-Franche-Comté. Este unul dintre departamentele Franței create în urma Revoluției din 1790. Este denumit astfel după râul omonim ce traversează departamentul.

## Localități selectate

### Prefectură
- Besançon

### Sub-prefecturi
- Montbéliard
- Pontarlier

## Diviziuni administrative
- 3 arondismente;
- 35 cantoane;
- 594 comune;